# 형사 재판
형사 재판(刑事裁判)은 범죄자가 행한 범죄에 대하여 범죄의 유무를 가리고 형벌을 부과하는 재판입니다. 형사재판은 불고불리의 원칙에 따라 검사가 공소를 제기하는 것으로 시작됩니다.

## 형사 재판의 종류
- 약식재판, 단독재판, 합의재판
- 실체적 재판과 형식적 재판
- 종국적 재판과 종국 전의 재판